# Улица Рихарда Зорге (Уфа)
У́лица Ри́харда Зо́рге в Уфе пролегает с юга на север по территории Советского, Октябрьского районов. Она начинается с пересечения Кировоградской и Большой Гражданской улиц, являясь продолжением последней, и заканчивается улицей Блюхера около Парка Гафури за площадью Ленина.
Улица пролегает параллельно проспекту Октября, являясь западной границей Уфы. Она местами граничит с лесопарковыми зонами, спускающимися до реки Белой.

## История
В период 1930—1960-х гг. на месте улицы Зорге располагалось лётное поле старого уфимского аэродрома. Здание аэровокзала находилось за зданием Южного автовокзала в деревянном здании с флюгером-петушком. Это здание было построено уфимским купцом-хлебопромышленником П. И. Костериным примерно в 1890 г. как загородная дача и сохранилось и поныне. Рядом с аэродромом росли фруктовые деревья.
К 1960-м гг. застройка проспекта Октября вплотную приблизилась к аэродрому. Аэродром был упразднён и перенесён за 20 км от Уфы, а на его месте была организована новая улица, которая была названа в честь советского разведчика, Героя Советского Союза Рихарда Зорге. В 1960—1970-е гг. эта улица начала интенсивно застраиваться. В 1967 г. на улице Зорге был построен Дворец спорта. В 1968 г. на ней начал функционировать Южный автовокзал, который ныне обслуживает западное, южное и восточное направления пригородных и междугородних маршрутов.
Застройка улицы Зорге с 2002 г. осуществляется в её конце в новом Парковом жилом микрорайоне.

## Здания и сооружения

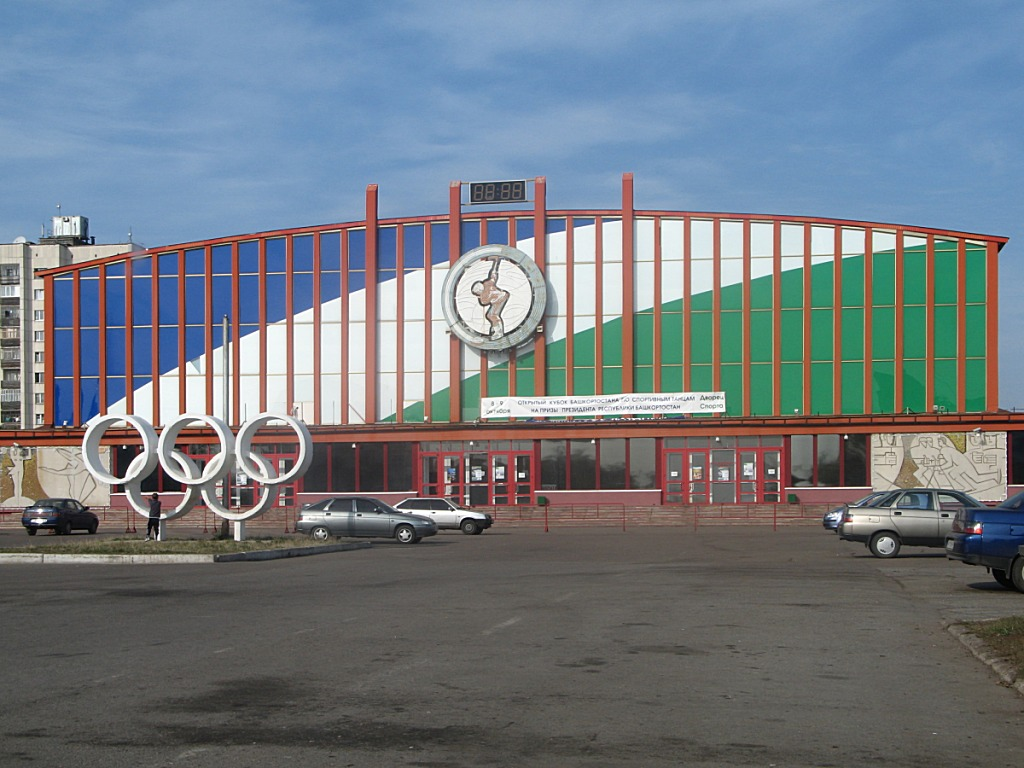
Дворец спорта на улице Зорге

- Уфимская специальная (коррекционная) общеобразовательная школа № 120 VII вида для детей с задержкой психического развития
- Уральский банк Сбербанка России
- Дом детского творчества (Детская академия)
- Институт проблем сверхпластичности металлов РАН
- Южный автовокзал
- Дворец спорта
- Всероссийский центр глазной и пластической хирургии